# Miles Gemini
Die Miles M.65 Gemini ist ein zweimotoriges, viersitziges Kleinflugzeug des britischen Herstellers Miles Aircraft. Es war das letzte Flugzeug des Herstellers, das in größeren Stückzahlen gebaut wurde.

## Konstruktion

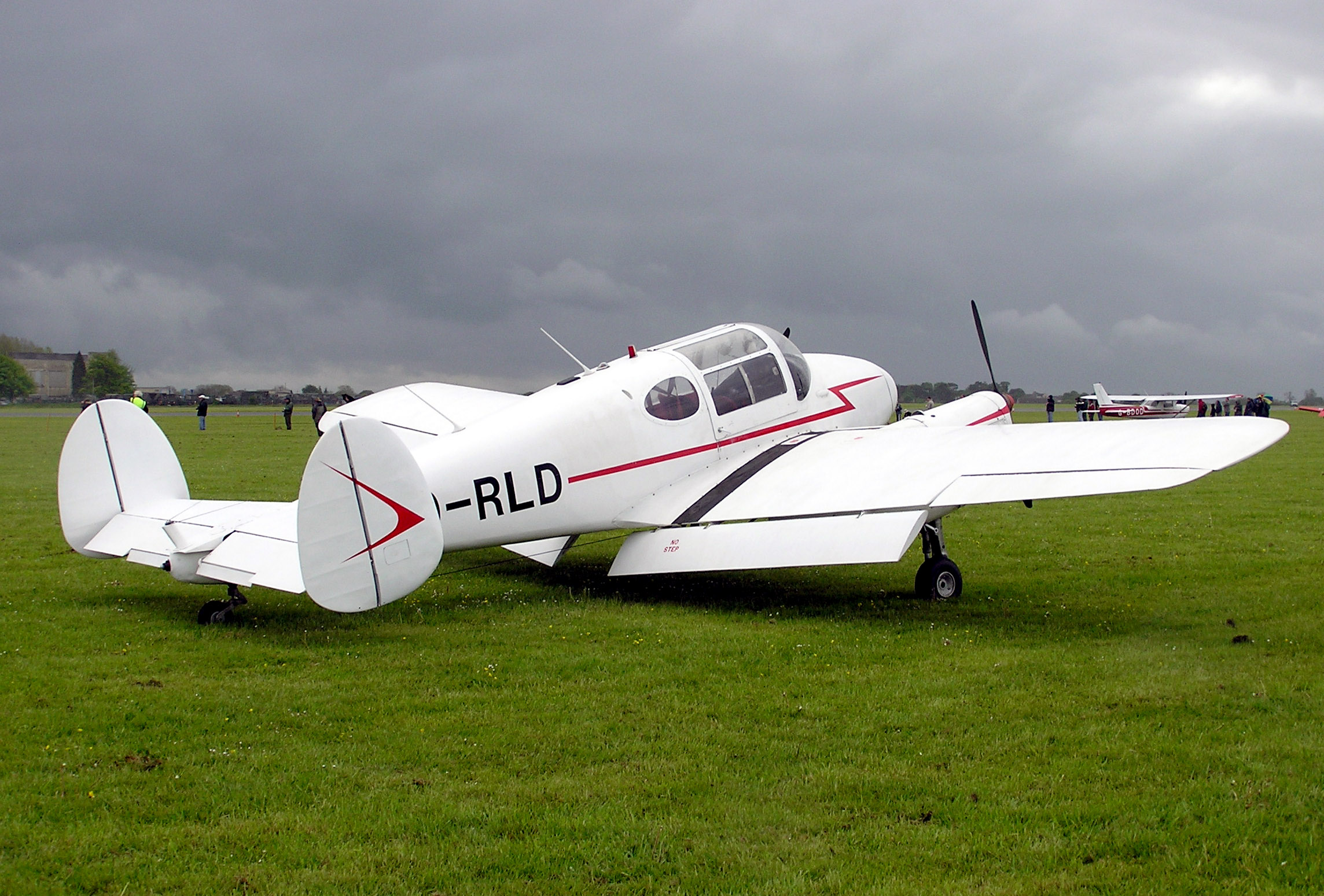
Gemini 1A

Die Miles Gemini ist eine zweimotorige Version der Miles Messenger mit Einziehfahrwerk. Ihren Jungfernflug absolvierte sie am 26. Oktober 1945. Die Maschine ist ein viersitziger, freitragender Tiefdecker mit Doppelleitwerk und besteht aus kunststoffverklebten Sperrholzlagen. Ursprünglich wurde sie von zwei Triebwerken des Typs Blackburn Cirrus Minor mit einer Nennleistung von je 90 PS (66 kW) angetrieben. Nach dem Jungfernflug ging die Maschine in Serienproduktion und im ersten Jahr wurden 130 Exemplare verkauft. Spätere Versionen wurden mit unterschiedlichen Motoren ausgestattet.
Nach dem Ende von Miles Aircraft im Jahr 1947 waren acht Maschinen unvollendet. Zwei davon wurden 1950 von Handley Page, weitere drei 1951 von Wolverhampton Aviation fertiggestellt. Die letzte Maschine wurde von F.G. Miles Limited komplettiert.

## Versionen
Gemini 1
Prototyp mit zwei Blackburn Cirrus Minor 2 mit einer Nennleistung von je 100 PS (74 kW) und einem starren Fahrwerk; ein Exemplar gebaut
Gemini 1A
Serienversion der Gemini 1; insgesamt 135 Exemplare gebaut
Gemini 1B
Weitere Serienversion der Gemini 1; ein Exemplar gebaut
Gemini 2
Version mit zwei Lycoming O-290-3/1 mit je 130 PS (96 kW); zwei Exemplare gebaut
Gemini 3
Version mit zwei de Havilland Gipsy Major 1C mit je 145 PS (107 kW); drei Exemplare gebaut
Gemini 3A
Version mit zwei de Havilland Gipsy Major 10 Mk 1 mit je 145 PS (107 kW); sieben Exemplare gebaut
Gemini 3B
Version mit zwei de Havilland Gipsy Major 10 Mk 1-3 mit je 145 PS (107 kW)
Gemini 3C / 7
Version mit zwei de Havilland Gipsy Major 10 Mk 2 mit je 145 PS (107 kW); zwei Exemplare gebaut
Gemini 8
Zu einer Aries umgebaute Version mit zwei Blackburn Cirrus Major 3 mit je 155 PS (114 kW)
Miles M.75 Aries
Version mit zwei Blackburn Cirrus Major 3 und Propellern des Herstellers Miles-Reed; zwei Exemplare gebaut

## Nutzung

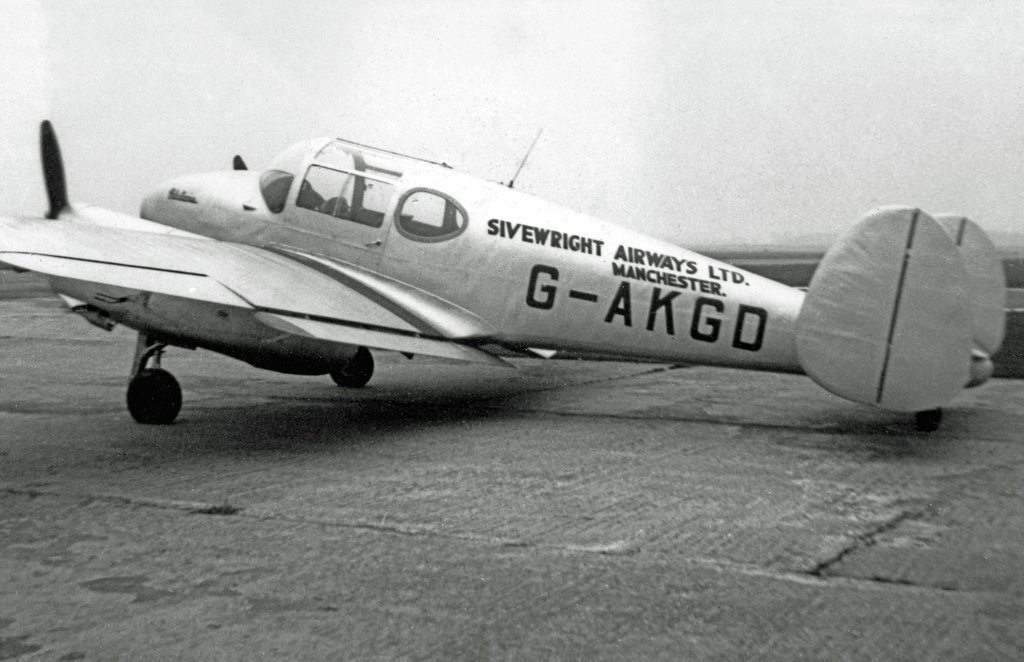
Gemini 1A der Sivewright Airways

Die Maschine war unter privaten Eigentümern in ganz Europa als Reiseflugzeug beliebt. Weitere Exemplare wurden nach Australien, Neuseeland, Südafrika und in andere Staaten des Commonwealth exportiert. In den späten 1940er und früher 1950er Jahren wurde sie oft für Luftrennen eingesetzt. So gewann J. N. „Nat“ Somers im Jahr 1949 mit einer Gemini, angetrieben von zwei de Havilland Gipsy Major mit einer Nennleistung von je 145 PS (107 kW) das King’s Cup Race mit Durchschnittsgeschwindigkeit von 164,25 mph (264 km/h).
Weitere Maschinen wurden von verschiedenen Unternehmen wie Shell-Mex, B.P. Ltd, Fairey Aviation Company und B.K.S Engineering als Geschäftsreiseflugzeuge verwendet. Des Weiteren setzten verschiedene europäische Charterfluggesellschaften das Muster ein.
Zwei Exemplare wurden 1951 von F.G. Miles Limited fertiggestellt und mit Motoren vom Typ Blackburn Cirrus Major III mit je 155 PS (114 kW) ausgerüstet. Versehen mit vergrößerten und höheren Leitwerken erhielten sie die Bezeichnung Miles M.75 Aries.

## Betreiber
Israel
- Israelische Luftstreitkräfte[3]

 Neuseeland
- New Zealand National Airways Corporation[4]

 Vereinigtes Königreich
- Air Contractors
- Blue Line Airways
- Culliford Airlines
- Derby Aviation
- Hornton Airways
- International Airways
- Lancashire Aircraft Corporation
- Loxhams Flying Services
- Sivewright Airways
- Starways
- Ulster Aviation
- Wirral Airways
- Wright Aviation

## Technische Daten (Gemini 1A)
| Kenngröße             | Daten                                                                       |
| --------------------- | --------------------------------------------------------------------------- |
| Besatzung             | 1                                                                           |
| Passagiere            | 3                                                                           |
| Länge                 | 22,1666 ft (6,76 m)                                                         |
| Spannweite            | 36,1666 ft (11,02 m)                                                        |
| Höhe                  | 7,5 ft (2,29 m)                                                             |
| Flügelfläche          | 191 ft² (17,7 m²)                                                           |
| Flügelstreckung       | 6,86                                                                        |
| Leermasse             | 1.910 lb (866 kg)                                                           |
| max. Startmasse       | 3.000 lb (1.361 kg)                                                         |
| Reisegeschwindigkeit  | 110 kn (204 km/h)                                                           |
| Höchstgeschwindigkeit | 130 kn (241 km/h)                                                           |
| Dienstgipfelhöhe      | 13.500 ft (4.115 m)                                                         |
| Reichweite            | 450 NM (833 km)                                                             |
| Triebwerke            | 2 × Vierzylinderreihenmotor Blackburn Cirrus Minor II mit je 100 PS (74 kW) |

## Erhaltene Exemplare
Im Jahr 2020 waren noch sechs Maschinen im British Civil Aircraft Register eingetragen. Eine weitere Gemini ist in Schweden registriert. Im Museum of Transport and Technology in Neuseeland befindet sich ein Flugzeug in der Ausstellung. 
Ein Exemplar wird seit 2017 im Kristiansand Museum in Kristiansand, Norwegen restauriert und soll nach der Fertigstellung im Terminal des Flughafens ausgestellt werden. Im Jahr 2019 waren circa 65 % der Restaurierung fertig gestellt.